# Torneo Apertura 2019 Liga de Ascenso
El Torneo Apertura 2019 fue el 49.º torneo de la Liga de Ascenso de México, luego del cambio en el formato de competencia, con el que inicia la temporada 2019-2020. La novedad más importante es que, luego de una reunión entre los directivos de la Federación Mexicana de Fútbol y los dueños de equipos, se acordó que desde este torneo a todos los equipos participantes se les otorgará la certificación para jugar en la Primera División de México, siempre y cuando ganen la Final de Ascenso o un equipo gane los dos torneos de la temporada (Apertura y Clausura).

## Cambios
- Veracruz pagó una cuota de 120 millones de pesos mexicanos y permaneció en la Liga BBVA MX.

- Atlético de San Luis ascendió automáticamente a Primera al ganar los dos torneos consecutivos: Apertura y Clausura.

- Juárez compró la franquicia de Lobos BUAP y la trasladó a Ciudad Juárez, Chihuahua, participando también de la Liga BBVA MX.

- La franquicia del Ascenso de Juárez fue comprada por los propietarios de Lobos BUAP, pero ésta se congeló al no tener un proyecto viable para su administración, por lo que podría jugar en el Ascenso BBVA MX a partir de la temporada 2020-21 si sus propietarios logran acreditar su viabilidad.

- Tampico Madero pagó una cuota de 15 millones de pesos mexicanos y permaneció en el Ascenso BBVA MX.

- Cafetaleros trasladó su franquicia de Tapachula, Chiapas a Tuxtla Gutiérrez, Chiapas con el argumento de conseguir la certificación para poder jugar en Primera la temporada 2020-21.

- Loros de Colima ascendió al Ascenso BBVA MX.

- La franquicia de Grupo Tecamachalco, dueña de los Alebrijes de Oaxaca, fue congelada por sus propietarios con el objetivo de utilizar esta temporada para buscar una nueva sede que acoja al proyecto. En su lugar, los dueños de la franquicia Zacatepec Siglo XXI descongelaron la suya y la trasladaron a Oaxaca para darle continuidad a los Alebrijes.

- Todos los equipos participantes fueron certificados para ascender a la Liga BBVA MX.

 En negritas se encuentran resaltados los clubes recién llegados a la Liga de Ascenso Torneo Apertura 2019.

## Sistema de competición
El torneo del Ascenso MX, está conformado en dos partes:
- Fase de calificación: Se integra por las 13 jornadas del torneo.
- Fase final: Se integra por los partidos de cuartos de final, semifinal y final, más conocida como liguilla.

### Fase de clasificación
En la fase de clasificación se observará el sistema de puntos. La ubicación en la tabla general está sujeta a lo siguiente:
- Por juego ganado se obtendrán tres puntos.
- Por juego ganado como visitante se obtendrá cuatro puntos, sin embargo existirá un límite de puntos posibles, únicamente se podrán conseguir en los primeros seis partidos como visitante de cada club.[1]
- Por juego empatado se obtendrá un punto.
- Por juego perdido no se otorgan puntos.

En esta fase participan los 14 clubes del Ascenso MX jugando en cada torneo todos contra todos durante las 13 jornadas respectivas, a un solo partido.
El orden de los clubes al final de la fase de calificación del torneo corresponderá a la suma de los puntos obtenidos por cada uno de ellos y se presentará en forma descendente. Si al finalizar las 13 jornadas del torneo, dos o más clubes estuviesen empatados en puntos, su posición en la tabla general será determinada atendiendo a los siguientes criterios de desempate:
1. Mejor diferencia entre los goles anotados y recibidos y goles.
2. Mayor número de goles anotados.
3. Marcadores particulares entre los clubes empatados.
4. Mayor número de goles anotados como visitante.
5. Mejor ubicado en la tabla general de cociente
6. Tabla Fair Play
7. Sorteo.

Para determinar los lugares que ocuparán los clubes que participen en la fase final del torneo se tomará como base la tabla general de clasificación.
Participan automáticamente por el título de Campeón de la Liga de Ascenso, los 7 primeros clubes de la tabla general de clasificación al término de las 13 jornadas, el primer lugar general se clasifica directamente a las semifinales.

### Fase final
Los siete clubes calificados para esta fase del torneo serán reubicados de acuerdo con el lugar que ocupen en la tabla General al término de la Jornada 13, con el puesto del número uno al club mejor clasificado, y así hasta el número 7. Los partidos a esta fase se desarrollarán a visita, en las siguientes etapas:
- Cuartos de final
- Semifinales
- Final

Los clubes vencedores en los partidos de cuartos de final y semifinal serán aquellos que en los dos juegos anoten el mayor número de goles. De existir empate en el número de goles anotados, se observará la posición de los clubes en la tabla general de clasificación.
Los partidos correspondientes a la fase final se jugarán obligatoriamente los días miércoles y sábado, y jueves y domingo eligiendo, en su caso, exclusivamente en forma descendente, los cuatro clubes mejor clasificados en la tabla general al término de la Jornada 13, el día y horario de su partido como local. Los siguientes cuatro clubes podrán elegir únicamente el horario.
El club vencedor de la final y por lo tanto Campeón, será aquel que en los dos partidos anote el mayor número de goles. Si al término del tiempo reglamentario el partido está empatado, se agregarán dos tiempos extras de 15 minutos cada uno. De persistir el empate en estos periodos, se procederá a lanzar tiros penales hasta que resulte un vencedor.
Los partidos de cuartos de final se jugarán de la siguiente manera:
En las semifinales participarán el líder general y los tres clubes vencedores de cuartos de final, reubicándolos del uno al cuatro, de acuerdo a su mejor posición en la tabla General de clasificación al término de la Jornada 13 del torneo correspondiente, enfrentándose:
Disputarán el título de Campeón del Torneo de Apertura, los dos clubes vencedores de la fase semifinal correspondiente, reubicándolos del uno al dos, de acuerdo a su mejor posición en la tabla general de clasificación al término de la Jornada 13 de cada Torneo.

## Información de los clubes
| Club             | Entrenador            | Ciudad                      | Estadio                          | Capacidad | Fundación       | Patrocinador      | Kit          |
| ---------------- | --------------------- | --------------------------- | -------------------------------- | --------- | --------------- | ----------------- | ------------ |
| Atlante          | Álex Diego            | Cancún, Quintana Roo        | Olímpico Andrés Quintana Roo     | 18 844    | 1918 (106 años) | Riviera Maya      | Kappa        |
| Celaya           | Héctor Altamirano     | Celaya, Guanajuato          | Miguel Alemán Valdés             | 23 182    | 1954 (71 años)  | Bachoco           | Keuka        |
| Chiapas          | Diego de la Torre     | Tuxtla Gutiérrez, Chiapas   | Víctor Manuel Reyna              | 29 001    | 2015 (10 años)  | Chiapas           | Silver Sport |
| Cimarrones       | Hugo Isaac Morales    | Hermosillo, Sonora          | Héroe de Nacozari                | 18 747    | 2013 (12 años)  | Súper Del Norte   | Keuka        |
| Correcaminos UAT | Carlos Reinoso        | Ciudad Victoria, Tamaulipas | Marte R. Gómez                   | 10 520    | 1980 (45 años)  | Aeromar           | Pirma        |
| Dorados          | José Guadalupe Cruz   | Culiacán, Sinaloa           | Banorte                          | 20 108    | 2003 (21 años)  | Coppel            | Charly       |
| Leones Negros    | Jorge Dávalos         | Guadalajara, Jalisco        | Jalisco                          | 55 020    | 1970 (55 años)  | Electrolit        | Umbro        |
| Loros de Colima  | Víctor Hugo Mora      | Colima, Colima              | Olímpico Universitario de Colima | 11 812    | 1981 (43 años)  | Bandera de México | Pirma        |
| Oaxaca           | Alejandro Pérez       | Oaxaca, Oaxaca              | Tecnológico de Oaxaca            | 14 598    | 2012 (12 años)  | Ópticas América   | Silver Sport |
| Potros UAEM      | Raúl Gutiérrez        | Toluca, Estado de México    | Alberto "Chivo" Córdoba          | 32 603    | 1970 (55 años)  | UAEM              | Keuka        |
| Tampico Madero   | Mario García Covalles | Tampico Madero, Tamaulipas  | Tamaulipas                       | 19 667    | 1982 (42 años)  | Nexum             | Charly       |
| Venados          | Sergio Orduña         | Mérida, Yucatán             | Carlos Iturralde                 | 15 087    | 1988 (37 años)  | Tony Roma's       | U-Sports     |
| Zacatecas        | Óscar Torres          | Zacatecas, Zacatecas        | Carlos Vega Villalba             | 20 068    | 2014 (11 años)  | Telcel            | Pirma        |
| Zacatepec        | Ricardo Valiño        | Zacatepec, Morelos          | Agustín "Coruco" Díaz            | 24 313    | 1948 (77 años)  | Crédito Real      | Bee Sports   |

Datos actualizados al 24 de octubre de 2019.

### Equipos por Entidad Federativa
| Estado           | N.º | Equipos                           |
| ---------------- | --- | --------------------------------- |
| Tamaulipas       | 2   | Correcaminos UAT y Tampico Madero |
| Chiapas          | 1   | Chiapas                           |
| Colima           | 1   | Loros U de C                      |
| Estado de México | 1   | Potros UAEM                       |
| Guanajuato       | 1   | Celaya                            |
| Jalisco          | 1   | U. de G.                          |
| Morelos          | 1   | Zacatepec                         |
| Oaxaca           | 1   | Oaxaca                            |
| Quintana Roo     | 1   | Atlante                           |
| Sinaloa          | 1   | Dorados                           |
| Sonora           | 1   | Cimarrones                        |
| Yucatán          | 1   | Venados                           |
| Zacatecas        | 1   | Mineros                           |

### Estadios
|                                                                                                |                                                                                                  | |
|                                                                                                |                                                                                                  | |
| Estadio Jalisco Ciudad: Guadalajara Capacidad: 55.020 Club: Universidad de Guadalajara         | Estadio Universitario Alberto "Chivo" Córdova Ciudad: Toluca Capacidad: 32.603 Club: Potros UAEM | Estadio Víctor Manuel Reyna Ciudad: Tuxtla Gutiérrez Capacidad: 29.001 Club: Cafetaleros de Chiapas |
|                                                                                                |                                                                                                  | |
| Estadio Agustín Coruco Díaz Ciudad: Zacatepec Capacidad: 24.313 Club: Zacatepec                | Estadio Miguel Alemán Valdés Ciudad: Celaya Capacidad: 23.182 Club: Celaya                       | Estadio Banorte Ciudad: Culiacán Capacidad: 20.108 Club: Dorados de Sinaloa                         |
|                                                                                                |                                                                                                  | |
| Estadio Carlos Vega Villalba Ciudad: Zacatecas Capacidad: 20.068 Club: Mineros de Zacatecas    | Estadio Tamaulipas Ciudad: Tampico, Ciudad Madero Capacidad: 19.667 Club: Tampico Madero         | Estadio Héroe de Nacozari Ciudad: Hermosillo Capacidad: 18.747 Club: Cimarrones de Sonora           |
|                                                                                                |                                                                                                  | |
| Estadio Olímpico Andrés Quintana Roo Ciudad: Cancún Capacidad: 18.844 Club: Atlante            | Estadio Carlos Iturralde Rivero Ciudad: Mérida Capacidad: 15.087 Club: Venados                   | Estadio Tecnológico de Oaxaca Ciudad: Oaxaca Capacidad:14.598 Club: Alebrijes de Oaxaca             |
|                                                                                                |                                                                                                  | |
| Estadio Olímpico Universitario de Colima Ciudad: Colima Capacidad:11.812 Club: Loros de Colima | Estadio Marte R. Gómez Ciudad: Ciudad Victoria Capacidad: 10.520 Club: Correcaminos UAT          | |

### Cambios de entrenadores
| Equipo        | Entrenador (jornadas)                               |
| ------------- | --------------------------------------------------- |
| Celaya        | José Islas (1 - 6) Héctor Altamirano (7 - 13)       |
| Chiapas       | Gabriel Pereyra (1 - 9) Diego de la Torre (10 - 13) |
| Potros UAEM   | David Rangel (1 - 10) Raúl Gutiérrez (11 - 13)      |
| Leones Negros | Ricardo Rayas (1 - 11) Jorge Dávalos (12 - 13)      |

## Torneo regular
- El Calendario completo según la página oficial.
- Los horarios son correspondientes al Tiempo del Centro de México (UTC-6 y UTC-5 en horario de verano).[2]

| Jornada 1       | Jornada 1                                                                                               | Jornada 1     | Jornada 1                  | Jornada 1   | Jornada 1 | Jornada 1    | Jornada 1  | Jornada 1 | Jornada 1 |
| Local           | Resultado                                                                                               | Visitante     | Estadio                    | Fecha       | Hora      | Espectadores | Amonestado | Expulsado |           |
| --------------- | --- | ------------- | -------------------------- | ----------- | --------- | ------------ | ---------- | --------- | --------- |
| Celaya          | 0 - 1                                                                                                   | Zacatepec     | Miguel Alemán Valdés       | 1 de agosto | 20:30     | 6 171        | 5          | 0         |           |
| Potros UAEM     | 4 - 0                                                                                                   | Correcaminos  | Alberto "Chivo" Córdoba    | 2 de agosto | 17:00     | 1 216        | 1          | 0         |           |
| Tampico Madero  | 1 - 2                                                                                                   | Dorados       | Tamaulipas                 | 2 de agosto | 19:00     | 7 348        | 3          | 0         |           |
| Atlante         | 0 - 0                                                                                                   | Zacatecas     | O. Andrés Quintana Roo     | 2 de agosto | 20:00     | 3 152        | 5          | 0         |           |
| Loros de Colima | 1 - 2                                                                                                   | Venados       | O. Universitario de Colima | 3 de agosto | 17:00     | 2 950        | 4          | 0         |           |
| Chiapas         | 0 - 0                                                                                                   | Cimarrones    | Víctor Manuel Reyna        | 3 de agosto | 19:00     | 5 850        | 2          | 0         |           |
| Oaxaca          | 2 - 0 (enlace roto disponible en Internet Archive; véase el historial, la primera versión y la última). | Leones Negros | Tecnológico de Oaxaca      | 4 de agosto | 12:00     | 7 952        | 5          | 1         |           |

| Jornada 2     | Jornada 2                                                                                               | Jornada 2       | Jornada 2               | Jornada 2    | Jornada 2 | Jornada 2    | Jornada 2  | Jornada 2 | Jornada 2 |
| Local         | Resultado                                                                                               | Visitante       | Estadio                 | Fecha        | Hora      | Espectadores | Amonestado | Expulsado |           |
| ------------- | --- | --------------- | ----------------------- | ------------ | --------- | ------------ | ---------- | --------- | --------- |
| Cimarrones    | 3 - 0 Archivado el 9 de agosto de 2019 en Wayback Machine.                                              | Oaxaca          | Héroe de Nacozari       | 8 de agosto  | 21:00     | 1 322        | 0          | 0         |           |
| Zacatecas     | 0 - 2 Archivado el 10 de agosto de 2019 en Wayback Machine.                                             | Tampico Madero  | Carlos Vega Villalba    | 9 de agosto  | 19:00     | 3 782        | 4          | 0         |           |
| Correcaminos  | 1 - 2                                                                                                   | Atlante         | Marte R. Gómez          | 9 de agosto  | 20:08     | 6 351        | 3          | 2         |           |
| Zacatepec     | 0 - 4 (enlace roto disponible en Internet Archive; véase el historial, la primera versión y la última). | Loros de Colima | Agustín "Coruco" Díaz   | 10 de agosto | 17:00     | 3 759        | 1          | 0         |           |
| Venados       | 1 - 1 Archivado el 11 de agosto de 2019 en Wayback Machine.                                             | Potros UAEM     | Carlos Iturralde Rivero | 10 de agosto | 19:00     | 3 788        | 3          | 0         |           |
| Dorados       | 0 - 0 Archivado el 11 de agosto de 2019 en Wayback Machine.                                             | Celaya          | Banorte                 | 10 de agosto | 21:00     | 5 263        | 3          | 0         |           |
| Leones Negros | 1 - 0 (enlace roto disponible en Internet Archive; véase el historial, la primera versión y la última). | Chiapas         | Jalisco                 | 11 de agosto | 12:00     | 4 890        | 4          | 0         |           |

| Jornada 3       | Jornada 3                                                    | Jornada 3     | Jornada 3                  | Jornada 3     | Jornada 3 | Jornada 3    | Jornada 3  | Jornada 3 | Jornada 3 |
| Local           | Resultado                                                    | Visitante     | Estadio                    | Fecha         | Hora      | Espectadores | Amonestado | Expulsado |           |
| --------------- | ------------------------------------------------------------ | ------------- | -------------------------- | ------------- | --------- | ------------ | ---------- | --------- | --------- |
| Tampico Madero  | 0 - 0 Archivado el 16 de agosto de 2019 en Wayback Machine.  | Correcaminos  | Tamaulipas                 | 15 de agosto  | 20:30     | 14 646       | 3          | 0         |           |
| Venados         | 1 - 0 Archivado el 17 de agosto de 2019 en Wayback Machine.  | Leones Negros | Carlos Iturralde Rivero    | 16 de agosto  | 19:00     | 4 685        | 2          | 1         |           |
| Zacatepec       | 2 - 0 Archivado el 18 de agosto de 2019 en Wayback Machine.  | Zacatecas     | Agustín "Coruco" Díaz      | 17 de agosto  | 17:00     | 3 403        | 3          | 0         |           |
| Chiapas         | 3 - 0 Archivado el 18 de agosto de 2019 en Wayback Machine.  | Atlante       | Víctor Manuel Reyna        | 17 de agosto  | 19:00     | 7 350        | 9          | 0         |           |
| Celaya          | 0 - 1                                                        | Cimarrones    | Miguel Alemán Valdés       | 18 de agosto  | 12:00     | 2 904        | 7          | 0         |           |
| Loros de Colima | 1 - 2 Archivado el 19 de agosto de 2019 en Wayback Machine.  | Oaxaca        | O. Universitario de Colima | 18 de agosto  | 17:00     | 4 268        | 5          | 0         |           |
| Potros UAEM     | 1 - 1 Archivado el 11 de octubre de 2019 en Wayback Machine. | Dorados       | Alberto "Chivo" Córdoba    | 10 de octubre | 20:00     | 3 522        | 4          | 1         |           |

| Jornada 4     | Jornada 4                                                   | Jornada 4       | Jornada 4              | Jornada 4    | Jornada 4 | Jornada 4    | Jornada 4  | Jornada 4 | Jornada 4 |
| Local         | Resultado                                                   | Visitante       | Estadio                | Fecha        | Hora      | Espectadores | Amonestado | Expulsado |           |
| ------------- | ----------------------------------------------------------- | --------------- | ---------------------- | ------------ | --------- | ------------ | ---------- | --------- | --------- |
| Leones Negros | 1 - 3                                                       | Zacatepec       | Jalisco                | 22 de agosto | 20:30     | 3 902        | 5          | 1         |           |
| Atlante       | 2 - 2                                                       | Potros UAEM     | O. Andrés Quintana Roo | 23 de agosto | 18:00     | 2 660        | 7          | 1         |           |
| Zacatecas     | 0 - 1 Archivado el 24 de agosto de 2019 en Wayback Machine. | Celaya          | Carlos Vega Villalba   | 23 de agosto | 19:00     | 3 554        | 2          | 0         |           |
| Correcaminos  | 2 - 2 Archivado el 24 de agosto de 2019 en Wayback Machine. | Loros de Colima | Marte R. Gómez         | 23 de agosto | 20:08     | 4 915        | 6          | 0         |           |
| Oaxaca        | 2 - 1 Archivado el 25 de agosto de 2019 en Wayback Machine. | Chiapas         | Tecnológico de Oaxaca  | 24 de agosto | 17:00     | 5 980        | 4          | 0         |           |
| Dorados       | 1 - 0 Archivado el 25 de agosto de 2019 en Wayback Machine. | Venados         | Banorte                | 24 de agosto | 21:00     | 4 593        | 0          | 0         |           |
| Cimarrones    | 0 - 1 Archivado el 26 de agosto de 2019 en Wayback Machine. | Tampico Madero  | Héroe de Nacozari      | 25 de agosto | 21:00     | 2 318        | 4          | 0         |           |

| Jornada 5       | Jornada 5                                                                                               | Jornada 5     | Jornada 5                  | Jornada 5       | Jornada 5 | Jornada 5    | Jornada 5  | Jornada 5 | Jornada 5 |
| Local           | Resultado                                                                                               | Visitante     | Estadio                    | Fecha           | Hora      | Espectadores | Amonestado | Expulsado |           |
| --------------- | --- | ------------- | -------------------------- | --------------- | --------- | ------------ | ---------- | --------- | --------- |
| Potros UAEM     | 1 - 1 Archivado el 30 de agosto de 2019 en Wayback Machine.                                             | Oaxaca        | Alberto "Chivo" Córdoba    | 30 de agosto    | 17:00     | 3 498        | 4          | 0         |           |
| Tampico Madero  | 2 - 2 Archivado el 31 de agosto de 2019 en Wayback Machine.                                             | Chiapas       | Tamaulipas                 | 30 de agosto    | 19:00     | 7 127        | 4          | 0         |           |
| Venados         | 1 - 2 (enlace roto disponible en Internet Archive; véase el historial, la primera versión y la última). | Zacatecas     | Carlos Iturralde Rivero    | 30 de agosto    | 21:00     | 4 934        | 4          | 0         |           |
| Loros de Colima | 1 - 1 (enlace roto disponible en Internet Archive; véase el historial, la primera versión y la última). | Cimarrones    | O. Universitario de Colima | 31 de agosto    | 18:00     | 3 660        | 2          | 1         |           |
| Zacatepec       | 1 - 1 Archivado el 1 de septiembre de 2019 en Wayback Machine.                                          | Atlante       | Agustín "Coruco" Díaz      | 31 de agosto    | 19:00     | 7 394        | 5          | 1         |           |
| Dorados         | 2 - 3 Archivado el 1 de septiembre de 2019 en Wayback Machine.                                          | Leones Negros | Banorte                    | 31 de agosto    | 21:00     | 5 043        | 2          | 0         |           |
| Celaya          | 0 - 0 Archivado el 1 de septiembre de 2019 en Wayback Machine.                                          | Correcaminos  | Miguel Alemán Valdés       | 1 de septiembre | 12:00     | 2 899        | 6          | 0         |           |

| Jornada 6     | Jornada 6                                                                                               | Jornada 6       | Jornada 6              | Jornada 6        | Jornada 6 | Jornada 6    | Jornada 6  | Jornada 6 | Jornada 6 |
| Local         | Resultado                                                                                               | Visitante       | Estadio                | Fecha            | Hora      | Espectadores | Amonestado | Expulsado |           |
| ------------- | --- | --------------- | ---------------------- | ---------------- | --------- | ------------ | ---------- | --------- | --------- |
| Atlante       | 0 - 0 (enlace roto disponible en Internet Archive; véase el historial, la primera versión y la última). | Tampico Madero  | O. Andrés Quintana Roo | 12 de septiembre | 20:30     | 2 348        | 6          | 0         |           |
| Zacatecas     | 3 - 0 (enlace roto disponible en Internet Archive; véase el historial, la primera versión y la última). | Potros UAEM     | Carlos Vega Villalba   | 13 de septiembre | 19:00     | 2 744        | 3          | 0         |           |
| Correcaminos  | 1 - 1 Archivado el 21 de septiembre de 2019 en Wayback Machine.                                         | Dorados         | Marte R. Gómez         | 13 de septiembre | 20:08     | 3 581        | 5          | 1         |           |
| Oaxaca        | 2 - 1                                                                                                   | Zacatepec       | Tecnológico de Oaxaca  | 14 de septiembre | 17:00     | 5 421        | 3          | 0         |           |
| Chiapas       | 1 - 1                                                                                                   | Loros de Colima | Víctor Manuel Reyna    | 14 de septiembre | 19:00     | 5 789        | 3          | 0         |           |
| Cimarrones    | 2 - 1                                                                                                   | Venados         | Héroe de Nacozari      | 14 de septiembre | 21:00     | 1 257        | 3          | 0         |           |
| Leones Negros | 2 - 0 Archivado el 21 de enero de 2020 en Wayback Machine.                                              | Celaya          | Jalisco                | 15 de septiembre | 12:00     | 4 923        | 4          | 0         |           |

| Jornada 7       | Jornada 7 | Jornada 7     | Jornada 7                  | Jornada 7        | Jornada 7 | Jornada 7    | Jornada 7  | Jornada 7 | Jornada 7 |
| Local           | Resultado | Visitante     | Estadio                    | Fecha            | Hora      | Espectadores | Amonestado | Expulsado |           |
| --------------- | --------- | ------------- | -------------------------- | ---------------- | --------- | ------------ | ---------- | --------- | --------- |
| Dorados         | 2 - 0     | Chiapas       | Banorte                    | 20 de septiembre | 18:00     | 1 223        | 3          | 1         |           |
| Loros de Colima | 0 - 1     | Atlante       | O. Universitario de Colima | 20 de septiembre | 18:00     | 2 311        | 4          | 0         |           |
| Tampico Madero  | 1 - 0     | Leones Negros | Tamaulipas                 | 20 de septiembre | 19:00     | 4 823        | 4          | 0         |           |
| Venados         | 0 - 0     | Oaxaca        | Tecnológico de Oaxaca      | 20 de septiembre | 21:00     | 3 637        | 2          | 0         |           |
| Zacatepec       | 2 - 1     | Correcaminos  | Agustín "Coruco" Díaz      | 21 de septiembre | 17:00     | 3 968        | 7          | 0         |           |
| Cimarrones      | 0 - 0     | Zacatecas     | Héroe de Nacozari          | 21 de septiembre | 21:00     | 1 347        | 7          | 1         |           |
| Celaya          | 2 - 0     | Potros UAEM   | Miguel Alemán Valdés       | 22 de septiembre | 17:00     | 2 301        | 6          | 1         |           |

| Jornada 8    | Jornada 8                                                                                               | Jornada 8       | Jornada 8               | Jornada 8        | Jornada 8 | Jornada 8    | Jornada 8  | Jornada 8 | Jornada 8 |
| Local        | Resultado                                                                                               | Visitante       | Estadio                 | Fecha            | Hora      | Espectadores | Amonestado | Expulsado |           |
| ------------ | --- | --------------- | ----------------------- | ---------------- | --------- | ------------ | ---------- | --------- | --------- |
| Potros UAEM  | 1 - 2 Archivado el 27 de septiembre de 2019 en Wayback Machine.                                         | Loros de Colima | Alberto "Chivo" Córdoba | 27 de septiembre | 17:00     | 2 434        | 8          | 0         |           |
| Zacatecas    | 1 - 1 Archivado el 28 de septiembre de 2019 en Wayback Machine.                                         | Chiapas         | Carlos Vega Villalba    | 27 de septiembre | 19:00     | 2 341        | 5          | 1         |           |
| Correcaminos | 2 - 0 Archivado el 28 de septiembre de 2019 en Wayback Machine.                                         | Cimarrones      | Marte R. Gómez          | 27 de septiembre | 20:00     | 3 436        | 6          | 0         |           |
| Atlante      | 2 - 1                                                                                                   | Leones Negros   | O. Andrés Quintana Roo  | 27 de septiembre | 21:00     | 2 752        | 5          | 0         |           |
| Oaxaca       | 2 - 2 (enlace roto disponible en Internet Archive; véase el historial, la primera versión y la última). | Tampico Madero  | Tecnológico de Oaxaca   | 28 de septiembre | 19:00     | 3 940        | 3          | 0         |           |
| Dorados      | 2 - 2                                                                                                   | Zacatepec       | Banorte                 | 28 de septiembre | 21:00     | 3 673        | 1          | 0         |           |
| Celaya       | 0 - 1 Archivado el 29 de septiembre de 2019 en Wayback Machine.                                         | Venados         | Miguel Alemán Valdés    | 29 de septiembre | 12:00     | 1 884        | 5          | 1         |           |

| Jornada 9       | Jornada 9                                                   | Jornada 9    | Jornada 9                  | Jornada 9    | Jornada 9 | Jornada 9    | Jornada 9  | Jornada 9 | Jornada 9 |
| Local           | Resultado                                                   | Visitante    | Estadio                    | Fecha        | Hora      | Espectadores | Amonestado | Expulsado |           |
| --------------- | ----------------------------------------------------------- | ------------ | -------------------------- | ------------ | --------- | ------------ | ---------- | --------- | --------- |
| Zacatepec       | 3 - 1                                                       | Venados      | Agustín "Coruco" Díaz      | 4 de octubre | 19:00     | 3 534        | 8          | 1         |           |
| Tampico Madero  | 2 - 3                                                       | Celaya       | Tamaulipas                 | 4 de octubre | 19:00     | 5 139        | 5          | 0         |           |
| Chiapas         | 0 - 0                                                       | Correcaminos | Víctor Manuel Reyna        | 4 de octubre | 21:00     | 5 025        | 4          | 0         |           |
| Loros de Colima | 1 - 1 Archivado el 6 de octubre de 2019 en Wayback Machine. | Zacatecas    | O. Universitario de Colima | 5 de octubre | 18:00     | 1 852        | 4          | 1         |           |
| Leones Negros   | 3 - 2                                                       | Potros UAEM  | Jalisco                    | 6 de octubre | 12:00     | 5 024        | 7          | 1         |           |
| Atlante         | 3 - 0                                                       | Oaxaca       | O. Andrés Quintana Roo     | 6 de octubre | 20:00     | 1 728        | 3          | 1         |           |
| Cimarrones      | 2 - 1                                                       | Dorados      | Héroe de Nacozari          | 6 de octubre | 21:00     | 2 683        | 0          | 0         |           |

| Jornada 10   | Jornada 10                                                                                              | Jornada 10      | Jornada 10              | Jornada 10    | Jornada 10 | Jornada 10   | Jornada 10 | Jornada 10 | Jornada 10 |
| Local        | Resultado                                                                                               | Visitante       | Estadio                 | Fecha         | Hora       | Espectadores | Amonestado | Expulsado  |            |
| ------------ | --- | --------------- | ----------------------- | ------------- | ---------- | ------------ | ---------- | ---------- | ---------- |
| Potros UAEM  | 2 - 3 Archivado el 19 de octubre de 2019 en Wayback Machine.                                            | Chiapas         | Alberto "Chivo" Córdoba | 18 de octubre | 17:00      | 2 708        | 3          | 2          |            |
| Zacatecas    | 2 - 1                                                                                                   | Leones Negros   | Carlos Vega Villalba    | 18 de octubre | 19:00      | 2 633        | 7          | 0          |            |
| Venados      | 2 - 4                                                                                                   | Tampico Madero  | Carlos Iturralde Rivero | 18 de octubre | 21:00      | 3 183        | 4          | 0          |            |
| Zacatepec    | 0 - 0                                                                                                   | Cimarrones      | Agustín "Coruco" Díaz   | 19 de octubre | 19:00      | 3 559        | 4          | 0          |            |
| Correcaminos | 2 - 3                                                                                                   | Oaxaca          | Marte R. Gómez          | 19 de octubre | 19:00      | 4 272        | 1          | 0          |            |
| Celaya       | 4 - 0 (enlace roto disponible en Internet Archive; véase el historial, la primera versión y la última). | Loros de Colima | Miguel Alemán Valdés    | 20 de octubre | 12:00      | 2 243        | 0          | 0          |            |
| Dorados      | 0 - 0                                                                                                   | Atlante         | Banorte                 | 29 de octubre | 20:00      | 4 543        | 5          | 0          |            |

| Jornada 11      | Jornada 11 | Jornada 11   | Jornada 11                 | Jornada 11    | Jornada 11 | Jornada 11   | Jornada 11 | Jornada 11 | Jornada 11 |
| Local           | Resultado  | Visitante    | Estadio                    | Fecha         | Hora       | Espectadores | Amonestado | Expulsado  |            |
| --------------- | ---------- | ------------ | -------------------------- | ------------- | ---------- | ------------ | ---------- | ---------- | ---------- |
| Atlante         | 2 - 1      | Celaya       | O. Andrés Quintana Roo     | 24 de octubre | 20:00      | 3 145        | 4          | 2          |            |
| Oaxaca          | 1 - 1      | Zacatecas    | Tecnológico de Oaxaca      | 25 de octubre | 20:00      | 5 850        | 9          | 0          |            |
| Loros de Colima | 1 - 1      | Dorados      | O. Universitario de Colima | 26 de octubre | 18:00      | 1 790        | 1          | 0          |            |
| Chiapas         | 4 - 1      | Venados      | Víctor Manuel Reyna        | 26 de octubre | 19:00      | 6 954        | 5          | 0          |            |
| Tampico Madero  | 1 - 1      | Zacatepec    | Tamaulipas                 | 26 de octubre | 21:00      | 8 095        | 7          | 0          |            |
| Cimarrones      | 0 - 1      | Potros UAEM  | Héroe de Nacozari          | 26 de octubre | 21:00      | 1 743        | 2          | 0          |            |
| Leones Negros   | 1 - 0      | Correcaminos | Jalisco                    | 27 de octubre | 12:00      | 6 101        | 9          | 1          |            |

| Jornada 12      | Jornada 12 | Jornada 12     | Jornada 12                 | Jornada 12     | Jornada 12 | Jornada 12   | Jornada 12 | Jornada 12 | Jornada 12 |
| Local           | Resultado  | Visitante      | Estadio                    | Fecha          | Hora       | Espectadores | Amonestado | Expulsado  |            |
| --------------- | ---------- | -------------- | -------------------------- | -------------- | ---------- | ------------ | ---------- | ---------- | ---------- |
| Loros de Colima | 1 - 0      | Tampico Madero | O. Universitario de Colima | 1 de noviembre | 18:00      | 1 546        | 2          | 0          |            |
| Correcaminos    | 1 - 3      | Zacatecas      | Marte R. Gómez             | 1 de noviembre | 20:08      | 1 012        | 2          | 0          |            |
| Venados         | 0 - 0      | Atlante        | Carlos Iturralde Rivero    | 1 de noviembre | 21:00      | 3 396        | 3          | 1          |            |
| Celaya          | 3 - 0      | Chiapas        | Miguel Alemán Valdés       | 2 de noviembre | 17:00      | 2 169        | 3          | 0          |            |
| Dorados         | 0 - 1      | Oaxaca         | Banorte                    | 2 de noviembre | 21:00      | 3 923        | 0          | 0          |            |
| Cimarrones      | 1 - 2      | Leones Negros  | Héroe de Nacozari          | 2 de noviembre | 21:00      | 1 963        | 4          | 0          |            |
| Zacatepec       | 1 - 3      | Potros UAEM    | Agustín "Coruco" Díaz      | 4 de noviembre | 19:00      | 4 340        | 4          | 1          |            |

| Jornada 13    | Jornada 13                                                     | Jornada 13      | Jornada 13              | Jornada 13      | Jornada 13 | Jornada 13   | Jornada 13 | Jornada 13 | Jornada 13 |
| Local         | Resultado                                                      | Visitante       | Estadio                 | Fecha           | Hora       | Espectadores | Amonestado | Expulsado  |            |
| ------------- | -------------------------------------------------------------- | --------------- | ----------------------- | --------------- | ---------- | ------------ | ---------- | ---------- | ---------- |
| Zacatecas     | 0 - 0                                                          | Dorados         | Carlos Vega Villalba    | 7 de noviembre  | 20:30      | 6 618        | 5          | 0          |            |
| Atlante       | 2 - 0                                                          | Cimarrones      | O. Andrés Quintana Roo  | 8 de noviembre  | 18:00      | 3 209        | 3          | 0          |            |
| Correcaminos  | 2 - 1                                                          | Venados         | Marte R. Gómez          | 8 de noviembre  | 21:00      | 672          | 3          | 0          |            |
| Potros UAEM   | 0 - 2 Archivado el 10 de noviembre de 2019 en Wayback Machine. | Tampico Madero  | Alberto "Chivo" Córdoba | 9 de noviembre  | 17:00      | 1 950        | 6          | 0          |            |
| Oaxaca        | 2 - 0                                                          | Celaya          | Tecnológico de Oaxaca   | 9 de noviembre  | 18:00      | 6 487        | 3          | 0          |            |
| Chiapas       | 2 - 1                                                          | Zacatepec       | Víctor Manuel Reyna     | 9 de noviembre  | 20:00      | 6 513        | 6          | 0          |            |
| Leones Negros | 2 - 1                                                          | Loros de Colima | Jalisco                 | 10 de noviembre | 12:00      | 14 693       | 5          | 0          |            |

## Tabla general
| Pos. | Equipo           | Pts. | PJ | G | E | P | GF | GC | Dif. | Clasificación                   |
| ---- | ---------------- | ---- | -- | - | - | - | -- | -- | ---- | ------------------------------- |
| 1    | Oaxaca (C)       | 27   | 13 | 7 | 4 | 2 | 18 | 15 | +3   | Semifinales de la liguilla      |
| 2    | Atlante          | 26   | 13 | 6 | 6 | 1 | 15 | 9  | +6   | Cuartos de final de la liguilla |
| 3    | Tampico Madero   | 23   | 13 | 5 | 5 | 3 | 18 | 13 | +5   | Cuartos de final de la liguilla |
| 4    | Leones Negros    | 22   | 13 | 7 | 0 | 6 | 17 | 17 | 0    | Cuartos de final de la liguilla |
| 5    | Zacatepec        | 21   | 13 | 5 | 4 | 4 | 18 | 18 | 0    | Cuartos de final de la liguilla |
| 6    | Celaya           | 19   | 13 | 5 | 2 | 6 | 14 | 11 | +3   | Cuartos de final de la liguilla |
| 7    | Zacatecas        | 19   | 13 | 4 | 6 | 3 | 13 | 11 | +2   | Cuartos de final de la liguilla |
| 8    | Chiapas          | 18   | 13 | 4 | 5 | 4 | 17 | 16 | +1   |                                 |
| 9    | Dorados          | 17   | 13 | 3 | 7 | 3 | 13 | 12 | +1   |                                 |
| 10   | Cimarrones       | 17   | 13 | 4 | 4 | 5 | 10 | 11 | −1   |                                 |
| 11   | Loros de Colima  | 16   | 13 | 3 | 5 | 5 | 16 | 18 | −2   |                                 |
| 12   | Potros UAEM      | 15   | 13 | 3 | 4 | 6 | 18 | 21 | −3   |                                 |
| 13   | Venados          | 14   | 13 | 3 | 3 | 7 | 12 | 20 | −8   |                                 |
| 14   | Correcaminos UAT | 11   | 13 | 2 | 5 | 6 | 12 | 19 | −7   |                                 |

Actualizado a los partidos jugados el 10 de noviembre de 2019.
 Fuente: Página oficial de la competencia

### Evolución de la Clasificación
Fecha de actualización: 10 de noviembre de 2019
| Equipo / Jornada | 01 | 02 | 03 | 04 | 05 | 06 | 07 | 08 | 09 | 10 | 11 | 12 | 13 |
| ---------------- | -- | -- | -- | -- | -- | -- | -- | -- | -- | -- | -- | -- | -- |
| Oaxaca           | 5  | 9  | 3  | 2  | 2  | 1  | 1  | 1  | 4  | 2  | 3  | 1  | 1  |
| Atlante          | 8  | 3  | 7  | 7  | 7  | 9  | 6  | 4  | 2  | 4  | 1  | 2  | 2  |
| Tampico Madero   | 11 | 7  | 5  | 3  | 4  | 4  | 3  | 3  | 5  | 3  | 4  | 4  | 3  |
| Leones Negros    | 13 | 10 | 11 | 12 | 8  | 5  | 7  | 10 | 8  | 9  | 7  | 6  | 4  |
| Zacatepec        | 3  | 8  | 4  | 1  | 1  | 3  | 2  | 2  | 1  | 1  | 2  | 3  | 5  |
| Celaya           | 12 | 12 | 12 | 10 | 11 | 13 | 10 | 11 | 7  | 6  | 6  | 5  | 6  |
| Zacatecas        | 6  | 13 | 13 | 14 | 13 | 8  | 9  | 9  | 11 | 8  | 10 | 7  | 7  |
| Chiapas          | 9  | 11 | 10 | 11 | 12 | 12 | 13 | 12 | 12 | 11 | 8  | 11 | 8  |
| Dorados          | 1  | 2  | 6  | 5  | 5  | 6  | 5  | 5  | 6  | 7  | 9  | 9  | 9  |
| Cimarrones       | 7  | 6  | 1  | 4  | 3  | 2  | 4  | 6  | 3  | 5  | 5  | 8  | 10 |
| Loros de Colima  | 10 | 5  | 9  | 9  | 10 | 10 | 11 | 8  | 10 | 12 | 11 | 10 | 11 |
| Potros UAEM      | 4  | 4  | 8  | 8  | 9  | 11 | 12 | 14 | 14 | 14 | 13 | 12 | 12 |
| Venados          | 2  | 1  | 2  | 6  | 6  | 7  | 8  | 7  | 9  | 10 | 12 | 13 | 13 |
| Correcaminos     | 14 | 14 | 14 | 13 | 14 | 14 | 14 | 13 | 13 | 13 | 14 | 14 | 14 |

## Liguilla
|  | Cuartos de final                                                         | Cuartos de final                                                         | Cuartos de final                                                         | Cuartos de final                                                         | Cuartos de final                                                         |   |   | Semifinales                                                    | Semifinales                                                    | Semifinales                                                    | Semifinales                                                    | Semifinales                                                    |  |   | Final                                                         | Final                                                         | Final                                                         | Final                                                         | Final                                                         |  |
|  | 13 y 14 de noviembre de 2019 (ida) 16 y 17 de noviembre de 2019 (vuelta) | 13 y 14 de noviembre de 2019 (ida) 16 y 17 de noviembre de 2019 (vuelta) | 13 y 14 de noviembre de 2019 (ida) 16 y 17 de noviembre de 2019 (vuelta) | 13 y 14 de noviembre de 2019 (ida) 16 y 17 de noviembre de 2019 (vuelta) | 13 y 14 de noviembre de 2019 (ida) 16 y 17 de noviembre de 2019 (vuelta) |   |   | 20 de noviembre de 2019 (ida) 23 de noviembre de 2019 (vuelta) | 20 de noviembre de 2019 (ida) 23 de noviembre de 2019 (vuelta) | 20 de noviembre de 2019 (ida) 23 de noviembre de 2019 (vuelta) | 20 de noviembre de 2019 (ida) 23 de noviembre de 2019 (vuelta) | 20 de noviembre de 2019 (ida) 23 de noviembre de 2019 (vuelta) |  |   | 29 de noviembre de 2019 (ida) 6 de diciembre de 2019 (vuelta) | 29 de noviembre de 2019 (ida) 6 de diciembre de 2019 (vuelta) | 29 de noviembre de 2019 (ida) 6 de diciembre de 2019 (vuelta) | 29 de noviembre de 2019 (ida) 6 de diciembre de 2019 (vuelta) | 29 de noviembre de 2019 (ida) 6 de diciembre de 2019 (vuelta) |  |
|  |                                                                          |                                                                          |                                                                          |                                                                          |                                                                          |   |   |                                                                |                                                                |                                                                |                                                                |                                                                |  |   |                                                               |                                                               |                                                               |                                                               |                                                               |  |
|  |                                                                          |                                                                          |                                                                          |                                                                          |                                                                          |   |   |                                                                |                                                                |                                                                |                                                                |                                                                |  |   |                                                               |                                                               |                                                               |                                                               |                                                               |  |
|  |                                                                          |                                                                          |                                                                          |                                                                          |                                                                          |   |   |                                                                |                                                                |                                                                |                                                                |                                                                |  |   |                                                               |                                                               |                                                               |                                                               |                                                               |  |
|  |                                                                          |                                                                          |                                                                          |                                                                          |                                                                          |   |   |                                                                |                                                                |                                                                |                                                                |                                                                |  |   |                                                               |                                                               |                                                               |                                                               |                                                               |  |
|  |                                                                          |                                                                          |                                                                          |                                                                          |                                                                          |   |   |                                                                |                                                                |                                                                |                                                                |                                                                |  |   |                                                               |                                                               |                                                               |                                                               |                                                               |  |
|  |                                                                          | 1                                                                        | Oaxaca (*)                                                               | 1                                                                        | 0                                                                        | 1 |   |                                                                |                                                                |                                                                |                                                                |                                                                |  |   |                                                               |                                                               |                                                               |                                                               |                                                               |  |
|  |                                                                          |                                                                          |                                                                          |                                                                          |                                                                          | 1 |   |                                                                |                                                                |                                                                |                                                                |                                                                |  |   |                                                               |                                                               |                                                               |                                                               |                                                               |  |
|  |                                                                          |                                                                          | 6                                                                        | Celaya                                                                   | 0                                                                        | 1 | 1 |                                                                |                                                                |                                                                |                                                                |                                                                |  |   |                                                               |                                                               |                                                               |                                                               |                                                               |  |
|  | 3                                                                        | Tampico Madero                                                           | 6                                                                        | Celaya                                                                   | 0                                                                        | 1 | 1 | 0                                                              | 0                                                              | 0                                                              |                                                                |                                                                |  |   |                                                               |                                                               |                                                               |                                                               |                                                               |  |
|  | 3                                                                        | Tampico Madero                                                           |                                                                          |                                                                          |                                                                          |   |   |                                                                |                                                                | 0                                                              |                                                                |                                                                |  |   |                                                               |                                                               |                                                               |                                                               |                                                               |  |
|  | 6                                                                        | Celaya                                                                   | 1                                                                        | 0                                                                        | 1                                                                        |   |   |                                                                |                                                                |                                                                |                                                                |                                                                |  |   |                                                               |                                                               |                                                               |                                                               |                                                               |  |
|  | 6                                                                        | Celaya                                                                   | 1                                                                        | 0                                                                        | 1                                                                        |   |   |                                                                |                                                                |                                                                |                                                                |                                                                |  | 1 | Oaxaca                                                        | 3                                                             | 2                                                             | 5                                                             |                                                               |  |
|  |                                                                          |                                                                          |                                                                          |                                                                          |                                                                          |   |   |                                                                |                                                                |                                                                |                                                                |                                                                |  | 1 | Oaxaca                                                        | 3                                                             | 2                                                             | 5                                                             |                                                               |  |
|  |                                                                          |                                                                          | 5                                                                        | Zacatepec                                                                | 1                                                                        | 2 | 3 |                                                                |                                                                |                                                                |                                                                |                                                                |  |   |                                                               |                                                               |                                                               |                                                               |                                                               |  |
|  | 2                                                                        | Atlante                                                                  | 5                                                                        | Zacatepec                                                                | 1                                                                        | 2 | 3 | 1                                                              | 2                                                              | 3                                                              |                                                                |                                                                |  |   |                                                               |                                                               |                                                               |                                                               |                                                               |  |
|  | 2                                                                        | Atlante                                                                  |                                                                          |                                                                          |                                                                          |   |   |                                                                |                                                                | 3                                                              |                                                                |                                                                |  |   |                                                               |                                                               |                                                               |                                                               |                                                               |  |
|  | 7                                                                        | Zacatecas                                                                | 2                                                                        | 0                                                                        | 2                                                                        |   |   |                                                                |                                                                |                                                                |                                                                |                                                                |  |   |                                                               |                                                               |                                                               |                                                               |                                                               |  |
|  | 7                                                                        | Zacatecas                                                                | 2                                                                        | 0                                                                        | 2                                                                        |   | 2 | Atlante                                                        | 0                                                              | 0                                                              | 0                                                              |                                                                |  |   |                                                               |                                                               |                                                               |                                                               |                                                               |  |
|  |                                                                          |                                                                          |                                                                          |                                                                          |                                                                          |   | 2 | Atlante                                                        | 0                                                              | 0                                                              | 0                                                              |                                                                |  |   |                                                               |                                                               |                                                               |                                                               |                                                               |  |
|  |                                                                          |                                                                          | 5                                                                        | Zacatepec                                                                | 0                                                                        | 1 | 1 |                                                                |                                                                |                                                                |                                                                |                                                                |  |   |                                                               |                                                               |                                                               |                                                               |                                                               |  |
|  | 4                                                                        | U de G                                                                   | 5                                                                        | Zacatepec                                                                | 0                                                                        | 1 | 1 | 0                                                              | 0                                                              | 0                                                              |                                                                |                                                                |  |   |                                                               |                                                               |                                                               |                                                               |                                                               |  |
|  | 4                                                                        | U de G                                                                   |                                                                          |                                                                          |                                                                          |   |   |                                                                |                                                                | 0                                                              |                                                                |                                                                |  |   |                                                               |                                                               |                                                               |                                                               |                                                               |  |
|  | 5                                                                        | Zacatepec                                                                | 1                                                                        | 1                                                                        | 2                                                                        |   |   |                                                                |                                                                |                                                                |                                                                |                                                                |  |   |                                                               |                                                               |                                                               |                                                               |                                                               |  |
|  | 5                                                                        | Zacatepec                                                                | 1                                                                        | 1                                                                        | 2                                                                        |   |   |                                                                |                                                                |                                                                |                                                                |                                                                |  |   |                                                               |                                                               |                                                               |                                                               |                                                               |  |
|  |                                                                          |                                                                          |                                                                          |                                                                          |                                                                          |   |   |                                                                |                                                                |                                                                |                                                                |                                                                |  |   |                                                               |                                                               |                                                               |                                                               |                                                               |  |

(*) Indica que el equipo avanzó por su mejor posición en la tabla General

### Cuartos de final

#### Atlante - Zacatecas
| 13 de noviembre de 2019, 21:00 (UTC-6) | Zacatecas                     | 2:1 (1:0) | Atlante      | Estadio Carlos Vega Villalba, Zacatecas                             |                                                                     |
|                                        | R. Nurse 20' · F. Morales 64' | Reporte   | 87' S. Fassi | Asistencia: 2617 espectadores Árbitro(s): Brian Omar González Veles | Asistencia: 2617 espectadores Árbitro(s): Brian Omar González Veles |

| 16 de noviembre de 2019, 18:00 (UTC-5)                   | Atlante                     | 2:0 (1:0) (Global 3:2) | Zacatecas | Estadio Olímpico Andrés Quintana Roo, Cancún                            |                                                                         |
|                                                          | L. Paiva 24' · O. Islas 58' | Reporte                |           | Asistencia: 5237 espectadores Árbitro(s): Juan Andrés Esquivel González | Asistencia: 5237 espectadores Árbitro(s): Juan Andrés Esquivel González |
| Con marcador global de 3-2, Atlante avanzó a Semifinales |                             |                        |           |                                                                         |                                                                         |

#### Tampico Madero - Celaya
| 13 de noviembre de 2019, 19:00 (UTC-6) | Celaya         | 1:0 (0:0) | Tampico Madero | Estadio Miguel Alemán Valdés, Celaya                                 |                                                                      |
|                                        | J. Aguirre 91' | Reporte   |                | Asistencia: 4633 espectadores Árbitro(s): Alan Enrique Martínez Vega | Asistencia: 4633 espectadores Árbitro(s): Alan Enrique Martínez Vega |

| 16 de noviembre de 2019, 20:00 (UTC-6)                  | Tampico Madero | 0:0 (Global 0:1) | Celaya | Estadio Tamaulipas, Tampico - Ciudad Madero                        |                                                                    |
|                                                         |                | Reporte          |        | Asistencia: 8562 espectadores Árbitro(s): Guillermo Pacheco Larios | Asistencia: 8562 espectadores Árbitro(s): Guillermo Pacheco Larios |
| Con marcador global de 0-1, Celaya avanzó a Semifinales |                |                  |        |                                                                    |                                                                    |

#### Leones Negros - Zacatepec
| 14 de noviembre de 2019, 19:00 (UTC-6) | Zacatepec     | 1:0 (1:0) | Leones Negros | Estadio Agustín Coruco Díaz, Zacatepec                               |                                                                      |
|                                        | R. Prieto 12' | Reporte   |               | Asistencia: 6387 espectadores Árbitro(s): Edgar Allan Morales Olvera | Asistencia: 6387 espectadores Árbitro(s): Edgar Allan Morales Olvera |

| 17 de noviembre de 2019, 12:00 (UTC-6)                     | Leones Negros | 0:1 (0:0) (Global 0:2) | Zacatepec     | Estadio Jalisco, Guadalajara                                        |                                                                     |
|                                                            |               | Reporte                | 90' K. Magaña | Asistencia: 13 636 espectadores Árbitro(s): Adalid Maganda Villalva | Asistencia: 13 636 espectadores Árbitro(s): Adalid Maganda Villalva |
| Con marcador global de 0-2, Zacatepec avanzó a Semifinales |               |                        |               |                                                                     |                                                                     |

### Semifinales

#### Oaxaca - Celaya
| 20 de noviembre de 2019, 18:00 (UTC-6) | Celaya | 0:1 (0:1) | Oaxaca         | Estadio Miguel Alemán Valdés, Celaya                                   |                                                                        |
|                                        |        | Reporte   | 32' D. Jiménez | Asistencia: 10 061 espectadores Árbitro(s): Alan Enrique Martínez Vega | Asistencia: 10 061 espectadores Árbitro(s): Alan Enrique Martínez Vega |

| 23 de noviembre de 2019, 19:00 (UTC-6)                                                                       | Oaxaca | 0:1 (0:1) (Global 1:1) | Celaya           | Estadio Tecnológico de Oaxaca, Oaxaca                                     |                                                                           |
| |        | Reporte                | 32' D. Cervantes | Asistencia: 13 115 espectadores Árbitro(s): Juan Andrés Esquivel Gonzalez | Asistencia: 13 115 espectadores Árbitro(s): Juan Andrés Esquivel Gonzalez |
| Pese a empatar 1-1 en el marcador global, Oaxaca avanzó a la Final por su mejor posición en la tabla general |        |                        |                  |                                                                           |                                                                           |

#### Atlante - Zacatepec
| 20 de noviembre de 2019, 20:00 (UTC-6) | Zacatepec | 0:0     | Atlante | Estadio Agustín Coruco Díaz, Zacatepec                                       |                                                                              |
|                                        |           | Reporte |         | Asistencia: 11 474 espectadores Árbitro(s): Víctor Alfonso Cáceres Hernández | Asistencia: 11 474 espectadores Árbitro(s): Víctor Alfonso Cáceres Hernández |

| 23 de noviembre de 2019, 18:00 (UTC-5)                  | Atlante | 0:1 (0:1) (Global 0:1) | Zacatepec      | Estadio Olímpico Andrés Quintana Roo, Cancún                         |                                                                      |
|                                                         |         | Reporte                | 22' G. Ramírez | Asistencia: 8725 espectadores Árbitro(s): Edgar Allan Morales Olvera | Asistencia: 8725 espectadores Árbitro(s): Edgar Allan Morales Olvera |
| Con marcador global de 0-1, Zacatepec avanzó a la Final |         |                        |                |                                                                      |                                                                      |

### Final

#### Oaxaca - Zacatepec
| 29 de noviembre de 2019, 19:00 (UTC-6) | Zacatepec     | 1:3 (0:2) | Oaxaca                                        | Estadio Agustín Coruco Díaz, Zacatepec                                    |                                                                           |
|                                        | B. Colula 76' | Reporte   | 2' D. Cisneros · 4' A. Ledesma · 82' F. Faría | Asistencia: 21 434 espectadores Árbitro(s): Juan Andrés Esquivel González | Asistencia: 21 434 espectadores Árbitro(s): Juan Andrés Esquivel González |

| 6 de diciembre de 2019, 20:30 (UTC-6)                 | Oaxaca                              | 2:2 (1:1) (Global 5:3) | Zacatepec                        | Estadio Tecnológico de Oaxaca, Oaxaca                                        |                                                                              |
|                                                       | - L. Rodríguez 11' - A. Ledesma 75' | Reporte                | - R. Prieto 23' - M. Basulto 66' | Asistencia: 14 800 espectadores Árbitro(s): Víctor Alfonso Cáceres Hernández | Asistencia: 14 800 espectadores Árbitro(s): Víctor Alfonso Cáceres Hernández |
| Alebrijes de Oaxaca, campeón del Torneo Apertura 2019 |                                     |                        |                                  |                                                                              |                                                                              |

##### Final - Ida
| 13    | POR   | Alejandro Duarte  |     |
| 6     | DEF   | Elbis Sousa       |     |
| 24    | DEF   | Miguel Basulto    |     |
| 30    | DEF   | Jacob Akrong      |     |
| 2     | DEF   | Bryan Colula      |     |
| 10    | MED   | Giovani Hernández | 87' |
| 16    | MED   | Alfonso Sánchez   |     |
| 26    | MED   | Erbín Trejo       |     |
| 7     | DEL   | Facundo Taborda   | 28' |
| 11    | DEL   | Julián Cardozo    | 64' |
| 27    | DEL   | Gustavo Ramírez   |     |
| D. T. | D. T. | Ricardo Valiño    |     |

| 31    | POR   | Francisco Canales |     |
| 2     | DEF   | César Cercado     |     |
| 3     | DEF   | Giovanni León     |     |
| 4     | DEF   | Arturo Ledesma    |     |
| 13    | DEF   | Edgar Alaffita    |     |
| 24    | DEF   | Juan Aguayo       |     |
| 5     | MED   | Michael García    | 87' |
| 17    | MED   | Daniel Cisneros   | 87' |
| 11    | DEL   | Diego Jiménez     |     |
| 19    | DEL   | Jesús Lara        |     |
| 20    | DEL   | Leandro Rodríguez | 60' |
| D. T. | D. T. | Alejandro Pérez   |     |

| 8  | Delantero      | Rodrigo Prieto | 28' |
| 17 | Centrocampista | Kevin Magaña   | 64' |
| 25 | Delantero      | Alejandro Díaz | 87' |

| 30 | Centrocampista | Franco Faría     | 60' |
| 6  | Defensa        | Alejandro Berber | 87' |
| 7  | Centrocampista | Moisés Velasco   | 87' |

| 76' | Bryan Colula | 1:2 |

| 2' · 4' · 82' | Daniel Cisneros Arturo Ledesma Franco Faría | 0:1 0:2 1:3 |

| Principal  | Juan Andrés Esquivel González  |
| Asistentes | Michel Ricardo Espinoza Ávalos |
|            | Enedina Caudillo Gómez         |
| Cuarto     | Alan Enrique Martínez Vega     |

|                    |     |     |
| Tiros              | 14  | 2   |
| Tiros a puerta     | 4   | 3   |
| Faltas             | 11  | 19  |
| Saques de esquina  | 11  | 2   |
| Penaltis           | 0   | 0   |
| Fueras de juego    | 4   | 1   |
| Posesión del balón | 68% | 32% |

| Alineación inicial |

| 13    | POR   | Alejandro Duarte  |     |
| 6     | DEF   | Elbis Sousa       |     |
| 24    | DEF   | Miguel Basulto    |     |
| 30    | DEF   | Jacob Akrong      |     |
| 2     | DEF   | Bryan Colula      |     |
| 10    | MED   | Giovani Hernández | 87' |
| 16    | MED   | Alfonso Sánchez   |     |
| 26    | MED   | Erbín Trejo       |     |
| 7     | DEL   | Facundo Taborda   | 28' |
| 11    | DEL   | Julián Cardozo    | 64' |
| 27    | DEL   | Gustavo Ramírez   |     |
| D. T. | D. T. | Ricardo Valiño    |     |

| 31    | POR   | Francisco Canales |     |
| 2     | DEF   | César Cercado     |     |
| 3     | DEF   | Giovanni León     |     |
| 4     | DEF   | Arturo Ledesma    |     |
| 13    | DEF   | Edgar Alaffita    |     |
| 24    | DEF   | Juan Aguayo       |     |
| 5     | MED   | Michael García    | 87' |
| 17    | MED   | Daniel Cisneros   | 87' |
| 11    | DEL   | Diego Jiménez     |     |
| 19    | DEL   | Jesús Lara        |     |
| 20    | DEL   | Leandro Rodríguez | 60' |
| D. T. | D. T. | Alejandro Pérez   |     |

| 8  | Delantero      | Rodrigo Prieto | 28' |
| 17 | Centrocampista | Kevin Magaña   | 64' |
| 25 | Delantero      | Alejandro Díaz | 87' |

| 30 | Centrocampista | Franco Faría     | 60' |
| 6  | Defensa        | Alejandro Berber | 87' |
| 7  | Centrocampista | Moisés Velasco   | 87' |

| 76' | Bryan Colula | 1:2 |

| 2' · 4' · 82' | Daniel Cisneros Arturo Ledesma Franco Faría | 0:1 0:2 1:3 |

| Principal  | Juan Andrés Esquivel González  |
| Asistentes | Michel Ricardo Espinoza Ávalos |
|            | Enedina Caudillo Gómez         |
| Cuarto     | Alan Enrique Martínez Vega     |

|                    |     |     |
| Tiros              | 14  | 2   |
| Tiros a puerta     | 4   | 3   |
| Faltas             | 11  | 19  |
| Saques de esquina  | 11  | 2   |
| Penaltis           | 0   | 0   |
| Fueras de juego    | 4   | 1   |
| Posesión del balón | 68% | 32% |

| Alineación inicial |

| 13    | POR   | Alejandro Duarte  |     |
| 6     | DEF   | Elbis Sousa       |     |
| 24    | DEF   | Miguel Basulto    |     |
| 30    | DEF   | Jacob Akrong      |     |
| 2     | DEF   | Bryan Colula      |     |
| 10    | MED   | Giovani Hernández | 87' |
| 16    | MED   | Alfonso Sánchez   |     |
| 26    | MED   | Erbín Trejo       |     |
| 7     | DEL   | Facundo Taborda   | 28' |
| 11    | DEL   | Julián Cardozo    | 64' |
| 27    | DEL   | Gustavo Ramírez   |     |
| D. T. | D. T. | Ricardo Valiño    |     |

| 31    | POR   | Francisco Canales |     |
| 2     | DEF   | César Cercado     |     |
| 3     | DEF   | Giovanni León     |     |
| 4     | DEF   | Arturo Ledesma    |     |
| 13    | DEF   | Edgar Alaffita    |     |
| 24    | DEF   | Juan Aguayo       |     |
| 5     | MED   | Michael García    | 87' |
| 17    | MED   | Daniel Cisneros   | 87' |
| 11    | DEL   | Diego Jiménez     |     |
| 19    | DEL   | Jesús Lara        |     |
| 20    | DEL   | Leandro Rodríguez | 60' |
| D. T. | D. T. | Alejandro Pérez   |     |

| 8  | Delantero      | Rodrigo Prieto | 28' |
| 17 | Centrocampista | Kevin Magaña   | 64' |
| 25 | Delantero      | Alejandro Díaz | 87' |

| 30 | Centrocampista | Franco Faría     | 60' |
| 6  | Defensa        | Alejandro Berber | 87' |
| 7  | Centrocampista | Moisés Velasco   | 87' |

| 76' | Bryan Colula | 1:2 |

| 2' · 4' · 82' | Daniel Cisneros Arturo Ledesma Franco Faría | 0:1 0:2 1:3 |

| Principal  | Juan Andrés Esquivel González  |
| Asistentes | Michel Ricardo Espinoza Ávalos |
|            | Enedina Caudillo Gómez         |
| Cuarto     | Alan Enrique Martínez Vega     |

|                    |     |     |
| Tiros              | 14  | 2   |
| Tiros a puerta     | 4   | 3   |
| Faltas             | 11  | 19  |
| Saques de esquina  | 11  | 2   |
| Penaltis           | 0   | 0   |
| Fueras de juego    | 4   | 1   |
| Posesión del balón | 68% | 32% |

| Alineación inicial |

| 13    | POR   | Alejandro Duarte  |     |
| 6     | DEF   | Elbis Sousa       |     |
| 24    | DEF   | Miguel Basulto    |     |
| 30    | DEF   | Jacob Akrong      |     |
| 2     | DEF   | Bryan Colula      |     |
| 10    | MED   | Giovani Hernández | 87' |
| 16    | MED   | Alfonso Sánchez   |     |
| 26    | MED   | Erbín Trejo       |     |
| 7     | DEL   | Facundo Taborda   | 28' |
| 11    | DEL   | Julián Cardozo    | 64' |
| 27    | DEL   | Gustavo Ramírez   |     |
| D. T. | D. T. | Ricardo Valiño    |     |

| 31    | POR   | Francisco Canales |     |
| 2     | DEF   | César Cercado     |     |
| 3     | DEF   | Giovanni León     |     |
| 4     | DEF   | Arturo Ledesma    |     |
| 13    | DEF   | Edgar Alaffita    |     |
| 24    | DEF   | Juan Aguayo       |     |
| 5     | MED   | Michael García    | 87' |
| 17    | MED   | Daniel Cisneros   | 87' |
| 11    | DEL   | Diego Jiménez     |     |
| 19    | DEL   | Jesús Lara        |     |
| 20    | DEL   | Leandro Rodríguez | 60' |
| D. T. | D. T. | Alejandro Pérez   |     |

| 8  | Delantero      | Rodrigo Prieto | 28' |
| 17 | Centrocampista | Kevin Magaña   | 64' |
| 25 | Delantero      | Alejandro Díaz | 87' |

| 30 | Centrocampista | Franco Faría     | 60' |
| 6  | Defensa        | Alejandro Berber | 87' |
| 7  | Centrocampista | Moisés Velasco   | 87' |

| 76' | Bryan Colula | 1:2 |

| 2' · 4' · 82' | Daniel Cisneros Arturo Ledesma Franco Faría | 0:1 0:2 1:3 |

| Principal  | Juan Andrés Esquivel González  |
| Asistentes | Michel Ricardo Espinoza Ávalos |
|            | Enedina Caudillo Gómez         |
| Cuarto     | Alan Enrique Martínez Vega     |

|                    |     |     |
| Tiros              | 14  | 2   |
| Tiros a puerta     | 4   | 3   |
| Faltas             | 11  | 19  |
| Saques de esquina  | 11  | 2   |
| Penaltis           | 0   | 0   |
| Fueras de juego    | 4   | 1   |
| Posesión del balón | 68% | 32% |

| Alineación inicial |

##### Final - Vuelta
| 31    | POR   | Francisco Canales |     |
| 2     | DEF   | César Cercado     |     |
| 3     | DEF   | César Cercado     | 43' |
| 4     | DEF   | Arturo Ledesma    |     |
| 13    | DEF   | Edgar Alaffita    |     |
| 24    | DEF   | Juan Aguayo       |     |
| 5     | MED   | Michael García    | 74' |
| 17    | MED   | Daniel Cisneros   |     |
| 11    | DEL   | Diego Jiménez     |     |
| 19    | DEL   | Jesús Lara        |     |
| 20    | DEL   | Leandro Rodríguez | 43' |
| D. T. | D. T. | Alejandro Pérez   |     |

| 13    | POR   | Alejandro Duarte    |     |
| 6     | DEF   | Elbis Sousa         |     |
| 24    | DEF   | Miguel Basulto      |     |
| 30    | DEF   | Jacob Akrong        | 80' |
| 2     | DEF   | Bryan Colula        |     |
| 10    | MED   | Giovani Hernández   |     |
| 16    | MED   | Alfonso Sánchez     |     |
| 5     | MED   | Ezequiel Cirigliano |     |
| 17    | MED   | Kevin Magaña        | 57' |
| 8     | DEL   | Rodrigo Prieto      | 60' |
| 27    | DEL   | Gustavo Ramírez     |     |
| D. T. | D. T. | Ricardo Valiño      |     |

| 7  | Centrocampista | Moisés Velasco   | 43' |
| 6  | Defensa        | Alejandro Berber | 43' |
| 25 | Centrocampista | José Tehuitzil   | 74' |

| 11 | Delantero      | Julián Cardozo | 57' |
| 26 | Centrocampista | Erbín Trejo    | 60' |
| 25 | Delantero      | Alejandro Díaz | 80' |

| 11' · 75' | Leandro Rodríguez Arturo Ledesma | 1:0 2:2 |

| 23' · 66' | Rodrigo Prieto Miguel Basulto | 1:1 1:2 |

| Principal  | Víctor Alfonso Cáceres Hernández |
| Asistentes | Jonathan Maximiliano Gómez       |
|            | Mauricio Nieto Torres            |
| Cuarto     | Iván Antonio López Sánchez       |

|                    |     |     |
| Tiros              | 4   | 12  |
| Tiros a puerta     | 1   | 9   |
| Faltas             | 18  | 16  |
| Saques de esquina  | 4   | 7   |
| Penaltis           | 0   | 0   |
| Fueras de juego    | 0   | 3   |
| Posesión del balón | 43% | 57% |

| Alineación inicial |

| 31    | POR   | Francisco Canales |     |
| 2     | DEF   | César Cercado     |     |
| 3     | DEF   | César Cercado     | 43' |
| 4     | DEF   | Arturo Ledesma    |     |
| 13    | DEF   | Edgar Alaffita    |     |
| 24    | DEF   | Juan Aguayo       |     |
| 5     | MED   | Michael García    | 74' |
| 17    | MED   | Daniel Cisneros   |     |
| 11    | DEL   | Diego Jiménez     |     |
| 19    | DEL   | Jesús Lara        |     |
| 20    | DEL   | Leandro Rodríguez | 43' |
| D. T. | D. T. | Alejandro Pérez   |     |

| 13    | POR   | Alejandro Duarte    |     |
| 6     | DEF   | Elbis Sousa         |     |
| 24    | DEF   | Miguel Basulto      |     |
| 30    | DEF   | Jacob Akrong        | 80' |
| 2     | DEF   | Bryan Colula        |     |
| 10    | MED   | Giovani Hernández   |     |
| 16    | MED   | Alfonso Sánchez     |     |
| 5     | MED   | Ezequiel Cirigliano |     |
| 17    | MED   | Kevin Magaña        | 57' |
| 8     | DEL   | Rodrigo Prieto      | 60' |
| 27    | DEL   | Gustavo Ramírez     |     |
| D. T. | D. T. | Ricardo Valiño      |     |

| 7  | Centrocampista | Moisés Velasco   | 43' |
| 6  | Defensa        | Alejandro Berber | 43' |
| 25 | Centrocampista | José Tehuitzil   | 74' |

| 11 | Delantero      | Julián Cardozo | 57' |
| 26 | Centrocampista | Erbín Trejo    | 60' |
| 25 | Delantero      | Alejandro Díaz | 80' |

| 11' · 75' | Leandro Rodríguez Arturo Ledesma | 1:0 2:2 |

| 23' · 66' | Rodrigo Prieto Miguel Basulto | 1:1 1:2 |

| Principal  | Víctor Alfonso Cáceres Hernández |
| Asistentes | Jonathan Maximiliano Gómez       |
|            | Mauricio Nieto Torres            |
| Cuarto     | Iván Antonio López Sánchez       |

|                    |     |     |
| Tiros              | 4   | 12  |
| Tiros a puerta     | 1   | 9   |
| Faltas             | 18  | 16  |
| Saques de esquina  | 4   | 7   |
| Penaltis           | 0   | 0   |
| Fueras de juego    | 0   | 3   |
| Posesión del balón | 43% | 57% |

| Alineación inicial |

| 31    | POR   | Francisco Canales |     |
| 2     | DEF   | César Cercado     |     |
| 3     | DEF   | César Cercado     | 43' |
| 4     | DEF   | Arturo Ledesma    |     |
| 13    | DEF   | Edgar Alaffita    |     |
| 24    | DEF   | Juan Aguayo       |     |
| 5     | MED   | Michael García    | 74' |
| 17    | MED   | Daniel Cisneros   |     |
| 11    | DEL   | Diego Jiménez     |     |
| 19    | DEL   | Jesús Lara        |     |
| 20    | DEL   | Leandro Rodríguez | 43' |
| D. T. | D. T. | Alejandro Pérez   |     |

| 13    | POR   | Alejandro Duarte    |     |
| 6     | DEF   | Elbis Sousa         |     |
| 24    | DEF   | Miguel Basulto      |     |
| 30    | DEF   | Jacob Akrong        | 80' |
| 2     | DEF   | Bryan Colula        |     |
| 10    | MED   | Giovani Hernández   |     |
| 16    | MED   | Alfonso Sánchez     |     |
| 5     | MED   | Ezequiel Cirigliano |     |
| 17    | MED   | Kevin Magaña        | 57' |
| 8     | DEL   | Rodrigo Prieto      | 60' |
| 27    | DEL   | Gustavo Ramírez     |     |
| D. T. | D. T. | Ricardo Valiño      |     |

| 7  | Centrocampista | Moisés Velasco   | 43' |
| 6  | Defensa        | Alejandro Berber | 43' |
| 25 | Centrocampista | José Tehuitzil   | 74' |

| 11 | Delantero      | Julián Cardozo | 57' |
| 26 | Centrocampista | Erbín Trejo    | 60' |
| 25 | Delantero      | Alejandro Díaz | 80' |

| 11' · 75' | Leandro Rodríguez Arturo Ledesma | 1:0 2:2 |

| 23' · 66' | Rodrigo Prieto Miguel Basulto | 1:1 1:2 |

| Principal  | Víctor Alfonso Cáceres Hernández |
| Asistentes | Jonathan Maximiliano Gómez       |
|            | Mauricio Nieto Torres            |
| Cuarto     | Iván Antonio López Sánchez       |

|                    |     |     |
| Tiros              | 4   | 12  |
| Tiros a puerta     | 1   | 9   |
| Faltas             | 18  | 16  |
| Saques de esquina  | 4   | 7   |
| Penaltis           | 0   | 0   |
| Fueras de juego    | 0   | 3   |
| Posesión del balón | 43% | 57% |

| Alineación inicial |

| 31    | POR   | Francisco Canales |     |
| 2     | DEF   | César Cercado     |     |
| 3     | DEF   | César Cercado     | 43' |
| 4     | DEF   | Arturo Ledesma    |     |
| 13    | DEF   | Edgar Alaffita    |     |
| 24    | DEF   | Juan Aguayo       |     |
| 5     | MED   | Michael García    | 74' |
| 17    | MED   | Daniel Cisneros   |     |
| 11    | DEL   | Diego Jiménez     |     |
| 19    | DEL   | Jesús Lara        |     |
| 20    | DEL   | Leandro Rodríguez | 43' |
| D. T. | D. T. | Alejandro Pérez   |     |

| 13    | POR   | Alejandro Duarte    |     |
| 6     | DEF   | Elbis Sousa         |     |
| 24    | DEF   | Miguel Basulto      |     |
| 30    | DEF   | Jacob Akrong        | 80' |
| 2     | DEF   | Bryan Colula        |     |
| 10    | MED   | Giovani Hernández   |     |
| 16    | MED   | Alfonso Sánchez     |     |
| 5     | MED   | Ezequiel Cirigliano |     |
| 17    | MED   | Kevin Magaña        | 57' |
| 8     | DEL   | Rodrigo Prieto      | 60' |
| 27    | DEL   | Gustavo Ramírez     |     |
| D. T. | D. T. | Ricardo Valiño      |     |

| 7  | Centrocampista | Moisés Velasco   | 43' |
| 6  | Defensa        | Alejandro Berber | 43' |
| 25 | Centrocampista | José Tehuitzil   | 74' |

| 11 | Delantero      | Julián Cardozo | 57' |
| 26 | Centrocampista | Erbín Trejo    | 60' |
| 25 | Delantero      | Alejandro Díaz | 80' |

| 11' · 75' | Leandro Rodríguez Arturo Ledesma | 1:0 2:2 |

| 23' · 66' | Rodrigo Prieto Miguel Basulto | 1:1 1:2 |

| Principal  | Víctor Alfonso Cáceres Hernández |
| Asistentes | Jonathan Maximiliano Gómez       |
|            | Mauricio Nieto Torres            |
| Cuarto     | Iván Antonio López Sánchez       |

|                    |     |     |
| Tiros              | 4   | 12  |
| Tiros a puerta     | 1   | 9   |
| Faltas             | 18  | 16  |
| Saques de esquina  | 4   | 7   |
| Penaltis           | 0   | 0   |
| Fueras de juego    | 0   | 3   |
| Posesión del balón | 43% | 57% |

| Alineación inicial |

| Campeón Apertura 2019                   |
| --------------------------------------- |
|                                         |
| Oaxaca                                  |
| 2° Título                               |
| Clasifica a la Final de Ascenso 2019-20 |

## Estadísticas

### Clasificación juego limpio
- Datos según la página oficial (enlace roto disponible en Internet Archive; véase el historial, la primera versión y la última)..
- Fecha de actualización: 10 de noviembre de 2019

| Lugar                                | Club                                 |          |          |          | Puntos   |
| ------------------------------------ | ------------------------------------ | -------- | -------- | -------- | -------- |
| 1                                    | Loros de Colima                      | 18       | 0        | 0        | 18       |
| 2                                    | Dorados                              | 16       | 0        | 2        | 22       |
| 3                                    | Oaxaca                               | 21       | 0        | 1        | 24       |
| 4                                    | Cimarrones                           | 22       | 1        | 0        | 25       |
| 5                                    | Venados                              | 24       | 1        | 1        | 30       |
| 6                                    | Tampico Madero                       | 31       | 0        | 0        | 31       |
| 7                                    | Chiapas                              | 29       | 0        | 1        | 32       |
| 8                                    | Zacatepec                            | 27       | 0        | 2        | 33       |
| 9                                    | Correcaminos                         | 31       | 1        | 1        | 37       |
| 10                                   | Celaya                               | 35       | 0        | 1        | 38       |
| 11                                   | Zacatecas                            | 29       | 2        | 1        | 38       |
| 12                                   | Atlante                              | 31       | 1        | 2        | 40       |
| 13                                   | Leones Negros                        | 29       | 1        | 3        | 41       |
| 14                                   | Potros UAEM                          | 32       | 1        | 4        | 47       |
| Primera Tarjeta Amarilla             | Primera Tarjeta Amarilla             | 1 punto  | 1 punto  | 1 punto  | 1 punto  |
| Segunda Tarjeta Amarilla y Expulsión | Segunda Tarjeta Amarilla y Expulsión | 3 puntos | 3 puntos | 3 puntos | 3 puntos |
| Tarjeta Roja Directa                 | Tarjeta Roja Directa                 | 3 puntos | 3 puntos | 3 puntos | 3 puntos |

### Máximos goleadores
Lista con los máximos goleadores del torneo.
- Datos según la página oficial.

Fecha de actualización: 10 de noviembre de 2019
| Posición | Jugador            | Club            | Goles | Min. | Frec.       |
| -------- | ------------------ | --------------- | ----- | ---- | ----------- |
| 1º       | Víctor Mañón       | Loros de Colima | 8     | 1164 | 145.5 min.  |
| 2º       | Diego Jiménez      | Oaxaca          | 6     | 1099 | 183.17 min. |
| =        | Alberto Ocejo      | Tampico Madero  | 6     | 623  | 103.83 min  |
| =        | Gustavo Ramírez    | Zacatepec       | 6     | 987  | 12.99 min.  |
| =        | José Zúñiga        | Potros UAEM     | 6     | 812  | 135.33 min. |
| =        | Matías Britos      | Correcaminos    | 6     | 861  | 143.5 min.  |
| 7º       | Sebastián Sosa     | Atlante         | 5     | 1052 | 210.4 min.  |
| =        | Ricardo Marín      | Celaya          | 5     | 799  | 159.8 min.  |
| 9º       | Jesús Lara         | Oaxaca          | 4     | 1003 | 250.75 min. |
| =        | Ronaldo Prieto     | Tampico Madero  | 4     | 617  | 154.25 min  |
| =        | Eder Cruz          | Tampico Madero  | 4     | 899  | 224.75 min  |
| =        | Rodrigo Prieto     | Zacatepec       | 4     | 643  | 160.75 min. |
| =        | Manuel Pérez       | Zacatecas       | 4     | 887  | 221.75 min. |
| =        | Franco Arizala     | Chiapas         | 4     | 632  | 158 min     |
| =        | Guillermo Martínez | Chiapas         | 4     | 877  | 219.25 min  |

#### Tripletes o más
| Jugador         | Local     | Resultado | Visita          | Goles           | Fecha        | Jornada |
| --------------- | --------- | --------- | --------------- | --------------- | ------------ | ------- |
| Víctor Mañón    | Zacatepec | 0 - 4     | Loros de Colima | 29' 58' 75' 82' | 10 de agosto | 2       |
| Gustavo Ramírez | Zacatepec | 3 - 1     | Venados         | 50' 56' 90+4'   | 4 de octubre | 9       |
| Sebastián Sosa  | Atlante   | 3 - 0     | Oaxaca          | 18' 44' 73'     | 6 de octubre | 9       |

### Máximos asistentes
Lista con los máximos asistentes del torneo
- Datos según el Twitter oficial.

Fecha de actualización: 10 de noviembre de 2019
| Pos. | Jugador        | Equipo         | Asistencia | Minutos |
| ---- | -------------- | -------------- | ---------- | ------- |
| 1°   | Diego Jiménez  | Oaxaca         | 3          | 1099    |
| =    | Jesús Lara     | Oaxaca         | 3          | 1003    |
| =    | Ronaldo Prieto | Tampico Madero | 3          | 617     |

## Asistencia
Lista con la asistencia de los partidos y equipos Ascenso BBVA MX. 
- Datos según la página oficial de la competición.

Fecha de actualización: 10 de noviembre de 2019

### Por jornada
| 1  | 34,639  | 4,948 | 27.43% | Oaxaca vs Leones Negros (7,952)           | Potros UAEM vs Correcaminos (1,216)  | J-1 Archivado el 4 de agosto de 2019 en Wayback Machine.      |
| 2  | 29,155  | 4,165 | 14.81% | Correcaminos vs Atlante (6,351)           | Cimarrones vs Oaxaca (1,322)         | J-2                                                           |
| 3  | 40,778  | 5,825 | 26.18% | Tampico Madero vs Correcaminos (14,646)   | Celaya vs Cimarrones (2,904)         | J-3 Archivado el 19 de agosto de 2019 en Wayback Machine.     |
| 4  | 27,922  | 3,989 | 16.31% | Oaxaca vs Chiapas (5,980)                 | Cimarrones vs Tampico Madero (2,318) | J-4 Archivado el 26 de agosto de 2019 en Wayback Machine.     |
| 5  | 31,656  | 4,522 | 21.55% | Zacatepec vs Atlante (7,394)              | Celaya vs Correcaminos (2,899)       | J-5 Archivado el 1 de septiembre de 2019 en Wayback Machine.  |
| 6  | 26,063  | 3,723 | 15.71% | Chiapas vs Loros de Colima (5,789)        | Cimarrones vs Venados (1,257)        | J-6                                                           |
| 7  | 19,610  | 2,801 | 14.74% | Tampico Madero vs Leones Negros (4,823)   | Dorados vs Chiapas (1,223)           | J-7                                                           |
| 8  | 20,460  | 2,922 | 14.72% | Oaxaca vs Tampico Madero (3,940)          | Celaya vs Venados (1,884)            | J-8 Archivado el 30 de septiembre de 2019 en Wayback Machine. |
| 9  | 24,985  | 3,569 | 14.15% | Tampico Madero vs Celaya (5,139)          | Atlante vs Oaxaca (1,728)            | J-9                                                           |
| 10 | 23,141  | 4,811 | 15.86% | Dorados vs Atlante (4,543)                | Celaya vs Loros de Colima (2,243)    | J-10 Archivado el 20 de octubre de 2019 en Wayback Machine.   |
| 11 | 33,678  | 4,811 | 16.53% | Tampico Madero vs Zacatepec (8,095)       | Cimarrones vs Potros UAEM (1,743)    | J-11                                                          |
| 12 | 18,349  | 2,621 | 14.81% | Dorados vs Oaxaca (3,923)                 | Correcaminos vs Zacatecas (1,012)    | J-12                                                          |
| 13 | 40,142  | 5,734 | 25.55% | Leones Negros vs Loros de Colima (14,693) | Correcaminos vs Venados (672)        | J-13                                                          |
| F  | 373,477 | 4,104 | 18.33% | Leones Negros vs Loros de Colima (14,693) | Correcaminos vs Venados (672)        | -                                                             |

### Por equipos
| Pos   | Equipo          | Total   | Media | Más alta | Más baja | % de Ocupación |
| ----- | --------------- | ------- | ----- | -------- | -------- | -------------- |
| 1     | Tampico Madero  | 47,178  | 7,863 | 14,646   | 4,823    | 39.98%         |
| 2     | Leones Negros   | 39,533  | 6,588 | 14,693   | 3,902    | 11.98%         |
| 2     | Chiapas         | 37,481  | 6,247 | 7,350    | 5,025    | 21.54%         |
| 3     | Oaxaca          | 35,630  | 5,938 | 7,952    | 3,940    | 40.68%         |
| 5     | Zacatepec       | 29,957  | 4,280 | 7,394    | 3,403    | 17.60%         |
| 6     | Dorados         | 28,261  | 4,037 | 5,263    | 1,223    | 20.07%         |
| 7     | Venados         | 23,623  | 3,937 | 4,934    | 3,183    | 26.09%         |
| 8     | Zacatecas       | 21,672  | 3,612 | 6,618    | 2,341    | 18.00%         |
| 9     | Correcaminos    | 24,239  | 3,462 | 6,351    | 672      | 32.92%         |
| 10    | Celaya          | 20,571  | 2,939 | 6,171    | 1,884    | 12.68%         |
| 11    | Atlante         | 18,994  | 2,713 | 3,209    | 1,728    | 15.16%         |
| 12    | Loros de Colima | 18,377  | 2,625 | 4,268    | 1,546    | 22.02%         |
| 13    | Potros UAEM     | 15,328  | 2,555 | 3,522    | 1,216    | 7.84%          |
| 14    | Cimarrones      | 12,633  | 1,805 | 2,683    | 1,257    | 9.63%          |
| Total | Total           | 373,477 | 4,104 | 14,693   | 1,012    | 18.33%         |

## Tabla de cocientes
Fecha de actualización: 10 de noviembre de 2019
| Posición | Equipo            | A17        | C18        | A18        | C19        | A19 | Puntos | Juegos | Dif | Cociente |
| -------- | ----------------- | ---------- | ---------- | ---------- | ---------- | --- | ------ | ------ | --- | -------- |
| 1        | Zacatecas         | 23         | 28         | 32         | 25         | 18  | 126    | 71     | 36  | 1.7746   |
| 2        | Oaxaca            | 24         | 23         | 22         | 19         | 25  | 113    | 71     | 14  | 1.5915   |
| 3        | Tampico Madero(1) |            |            |            |            | 20  | 20     | 13     | 5   | 1.5385   |
| 4        | Atlante           | 11         | 23         | 30         | 17         | 23  | 105    | 71     | 9   | 1.4789   |
| 5        | Dorados           | 20         | 26         | 22         | 20         | 16  | 104    | 71     | 8   | 1.4648   |
| 6        | Zacatepec         | 24         | 24         | 13         | 22         | 19  | 102    | 71     | 4   | 1.4366   |
| 7        | Cimarrones        | 22         | 14         | 25         | 22         | 16  | 99     | 71     | -6  | 1.3944   |
| 8        | Celaya            | 28         | 23         | 8          | 18         | 17  | 94     | 71     | -2  | 1.3239   |
| 9        | Leones Negros     | 13         | 25         | 18         | 17         | 21  | 94     | 71     | -2  | 1.3239   |
| 11       | Chiapas           | 21         | 22         | 12         | 15         | 17  | 87     | 71     | -10 | 1.2254   |
| 11       | Correcaminos      | 22         | 18         | 15         | 17         | 11  | 83     | 71     | -16 | 1.1690   |
| 12       | Venados           | 23         | 19         | 9          | 20         | 12  | 83     | 71     | -17 | 1.1690   |
| 13       | Loros de Colima   | Serie A MX | Serie A MX | Serie A MX | Serie A MX | 14  | 14     | 13     | -2  | 1.0769   |
| 14       | Potros UAEM       | 13         | 11         | 17         | 17         | 13  | 71     | 71     | -22 | 1.0000   |

|  | Último lugar en la tabla de cociente. |